# Puerta Quemada
La puerta Quemada fue una puerta de la ciudad española de Zaragoza, ya desaparecida.

## Descripción
La puerta, que daba entrada a la ciudad española de Zaragoza por el sudeste, quedó destruida durante la guerra de la Independencia, y de su reconstrucción se decía a mediados del siglo XIX que se asemejaba «mas bien á un mal postigo». Aparece descrita en la Guía de Zaragoza (1860) de Vicente Andrés con las siguientes palabras:

—Quemada. Se halla al S. E. de la capital, entre las puertas del Sol y de santa Engracia: carece de todo mérito artístico. Debe su nombre, segun parece, á haber sido aquel lugar, en que se quemaban los cadáveres de los sentenciados por el tribunal del Santo Oficio. Fué destruida enteramente en la guerra de la Independencia, en 1808, y la que existe ahora se asemeja mas bien á un mal postigo. La apertura de la inmediata puerta del Duque, disminuirá el tránsito por este postigo, y el paso natural y directo por el puente á la nueva puerta y el Coso, la harán desaparecer la animacion y el movimiento de los viajeros que se dirigen al Bajo Aragon.
(Andrés, 1860, p. 516)

Se mantuvo en pie hasta el año de 1868.